# Federico García Rodríguez
Federico García Rodríguez (Fuente Vaqueros, 1859-Nueva York, 1945) fue un terrateniente y político republicano español, padre del poeta Federico García Lorca y de la escritora Isabel García Lorca. 

## Biografía
En 1880 se casó con Matilde Palacios, quien falleció prematuramente. En 1897, a la edad de 37 años, se casó con Vicenta Lorca Romero, maestra de escuela en el actual Valderrubio. 
En 1925, Federico García Rodríguez adquirió una finca del siglo XIX, la Huerta de los Mudos, para convertirla en residencia de verano de la familia. Le cambió su nombre por el de su esposa Vicenta, pasando a ser la Huerta de San Vicente, y se empleó como lugar de encuentro de la élite artística e intelectual europea de la época. Durante sus años fue una figura importante en la vida social y política de Granada, siendo concejal del Ayuntamiento de Granada por el partido Liberal.
El papel de Federico García Rodríguez es esencial en la carrera de su hijo Federico García Lorca. Financia sus primeros proyectos, como Impresiones y Paisajes (1918), con la condición de que continuara sus estudios en la Universidad de Granada. También lo envió a la Residencia de Estudiantes de Madrid y lo animó a ir a Nueva York en 1929 con el amigo de la familia Fernando de los Ríos. Con la proclamación de la Segunda República, García Rodríguez simpatizó y fue asociado del nuevo régimen (su cuñado, Manuel Fernández Montesinos, fue alcalde de Granada por el PSOE).
Tras el asesinato de su hijo Federico por los nacionalistas en agosto de 1936, y su victoria en la guerra civil española en 1939, se vio obligado a exiliarse en Estados Unidos, donde ya estaba el resto de su familia con sus amigos Gloria Giner de los Ríos García y Fernando de los Ríos. Murió en Nueva York en 1945, enterrado en el Gate of Heaven Cemetery.